# Torneio Pré-Olímpico de Voleibol Feminino de 2020 - África
O Torneio Pré-Olímpico de Voleibol Feminino de 2020 - África foi uma competição qualificatória de seleções africanas para os Jogos Olímpicos de Verão de 2020, sediado em Yaoundé, nos Camarões, no período de 5 a 9 de janeiro de 2020. O campeão deste torneio obteve a qualificação para os referidos jogos olímpicos
A seleção queniana após três ciclos olímpicos conquista a qualificação aos referidos jogos terminando o torneio na primeira colocação geral.

## Local dos jogos
| Todas as partidas     |
| --------------------- |
| Yaoundé               |
| Yaoundé Sports Palace |
|                       |
| Capacidade: 5 263     |

### Seleções participantes
As seguintes seleções foram qualificadas para a disputa:
| Equipes  |
| -------- |
| Camarões |
| Botsuana |
| Egito    |
| Quênia   |
| Nigéria  |

## Formato de disputa
Para a classificação dentro do grupo na primeira fase, o placar de 3-0 ou 3-1 garantiu três pontos para a equipe vencedora e nenhum para a equipe derrotada; já o placar de 3-2 garantiu dois pontos para a equipe vencedora e um para a perdedora.
Na fase única os cinco times do grupo se enfrentam e o primeiro colocado obtém a qualificação olímpica.

### Fase única
- Local: Yaoundé Multipurpose Sports Complex, Yaoundé

|     |          |     | Jogos | Jogos | Jogos | Resultados | Resultados | Resultados | Resultados | Resultados | Resultados | Sets | Sets | Sets  | Pontos | Pontos | Pontos |
| Pos | Equipe   | Pts | T     | V     | D     | 3–0        | 3–1        | 3–2        | 2–3        | 1–3        | 0–3        | V    | P    | R     | V      | P      | R      |
| --- | -------- | --- | ----- | ----- | ----- | ---------- | ---------- | ---------- | ---------- | ---------- | ---------- | ---- | ---- | ----- | ------ | ------ | ------ |
| 1   | Quênia   | 11  | 4     | 4     | 0     | 2          | 1          | 1          | 0          | 0          | 0          | 12   | 3    | 4,000 | 359    | 283    | 1.269  |
| 2   | Camarões | 10  | 4     | 3     | 1     | 3          | 0          | 0          | 1          | 0          | 0          | 11   | 3    | 3.667 | 325    | 245    | 1.327  |
| 3   | Egito    | 6   | 4     | 2     | 2     | 2          | 0          | 0          | 0          | 1          | 1          | 7    | 6    | 1.167 | 291    | 252    | 1.155  |
| 4   | Nigéria  | 3   | 4     | 1     | 3     | 0          | 1          | 0          | 0          | 0          | 3          | 3    | 10   | 0.300 | 209    | 311    | 0.672  |
| 5   | Botsuana | 0   | 4     | 0     | 4     | 0          | 0          | 0          | 0          | 1          | 3          | 1    | 12   | 0.083 | 229    | 322    | 0.711  |

Resultados
| Data  | Hora  |           | Placar |             | Set 1 | Set 2 | Set 3 | Set 4 | Set 5 | Total  | Relatório |
| ----- | ----- | --------- | ------ | ----------- | ----- | ----- | ----- | ----- | ----- | ------ | --------- |
| 5 Jan | 16:00 | 'Quênia ' | 3–1    | Egito       | 23–25 | 25–15 | 25–21 | 25–22 |       | 98–83  | 98–83     |
| 5 Jan | 19:00 | Botsuana  | 0–3    | ' Camarões' | 17–25 | 4–25  | 25–27 |       |       | 46–77  | 46–77     |
| 6 Jan | 16:00 | Botsuana  | 0–3    | ' Quênia'   | 17–25 | 19–25 | 18–25 |       |       | 54–75  | 54–75     |
| 6 Jan | 19:00 | Nigéria   | 0–3    | ' Camarões' | 12–25 | 10–25 | 8–25  |       |       | 30–75  | 30–75     |
| 7 Jan | 16:00 | Nigéria   | 0–3    | ' Egito'    | 11–25 | 12–25 | 13–25 |       |       | 36–75  | 36–75     |
| 7 Jan | 19:00 | Camarões  | 2–3    | ' Quênia'   | 16–25 | 25–23 | 21–25 | 25–23 | 11–15 | 98–111 | 98–111    |
| 8 Jan | 16:00 | Botsuana  | 1–3    | ' Nigéria'  | 18–25 | 25–20 | 20–25 | 23–25 |       | 86–95  | 86–95     |
| 8 Jan | 19:00 | Egito     | 0–3    | ' Camarões' | 19–25 | 22–25 | 17–25 |       |       | 58–75  | 58–75     |
| 9 Jan | 16:00 | Nigéria   | 0–3    | ' Quênia'   | 15–25 | 21–25 | 12–25 |       |       | 48–75  | 48–75     |
| 9 Jan | 19:00 | 'Egito '  | 3–0    | Botsuana    | 25–11 | 25–14 | 25–18 |       |       | 75–43  | 75–43     |

### Classificação final
| Posição | Equipe   |
| ------- | -------- |
| 1       | Quênia   |
| 2       | Camarões |
| 3       | Egito    |
| 4       | Nigéria  |
| 5       | Botsuana |